# Lecanorchis
Lecanorchis, biljni rod iz porodice kaćunovki, dio tribusa Vanilleae. 
Sastoji se od dvadesetak vrsta holomikotrofnih rizomatoznih geofita iz tropske i suptropske Azije i prvenstveno rastu u vlažnom tropskom biomu.

## Vrste
1. Lecanorchis amethystea Y.Sawa, Fukunaga & S.Sawa
2. Lecanorchis betongensis Suddee & H.A.Pedersen
3. Lecanorchis bicarinata Schltr.
4. Lecanorchis flavicans Fukuy.
5. Lecanorchis japonica Blume
6. Lecanorchis javanica Blume
7. Lecanorchis kiusiana Tuyama
8. Lecanorchis malaccensis Ridl.
9. Lecanorchis malipoensis X.H.Jin & Y.Jun Wang
10. Lecanorchis moritae Suetsugu & T.C.Hsu
11. Lecanorchis multiflora J.J.Sm.
12. Lecanorchis neglecta Schltr.
13. Lecanorchis nigricans Honda
14. Lecanorchis ohwii Masam.
15. Lecanorchis purpurea Masam.
16. Lecanorchis sarawakensis Suetsugu & Naiki
17. Lecanorchis sikkimensis N.Pearce & P.J.Cribb
18. Lecanorchis suginoana (Tuyama) Seriz.
19. Lecanorchis tabugawaensis Suetsugu & Fukunaga
20. Lecanorchis thalassica T.P.Lin
21. Lecanorchis triloba J.J.Sm.
22. Lecanorchis vietnamica Aver.
23. Lecanorchis virella T.Hashim.

## Sinonimi
Nema.